# スーサの戦い
スーサの戦い (Battle of Susa) は、アッシリアとエラムの戦い。アッシリア王アッシュールバニパルは、エラムによって繰り返し行われてきたメソポタミアに対する攻撃への報復として、スーサ市を破壊した。

## 歴史
紀元前648年のバビロン征服後、アッシュールバニパルの軍隊はエラム帝国との戦いに向かった。
エラム軍の防衛拠点であったビト・イムビ (Bti-Imbi) は陥落し、駐留エラム軍の指揮官だった王の義理の息子イムバッピ (Imbappi) は捕虜となり、アッシリアに連れ去られた。しかし、エラム王のフンバン・ハルタシュ3世（Umanaldash, 在位：紀元前650年？から647年）は山岳地帯に逃れた。
その後、アッシリア軍はスーサに進み、市を略奪して破壊するとともに、太古のエラム王によってメソポタミアから略奪された神々の像を奪還し、大量の略奪品とともにアッシリアへ帰還した。
1854年にオースティン・ヘンリー・レヤードによってニネヴェから発掘された粘土板の記述から、アッシュールバニパルが「復讐者」であったこと、つまりエラム人が何世紀にもわたってメソポタミア人に与えた屈辱への報復を求めていたことが明らかになっている。アッシュールバニパルは、スーサの攻囲戦に成功した後で、アッシリアによる報復を記録させていた。
| 「                  | 偉大な聖地、彼らの神々の住まい、彼らの神秘の座であるスーサを、我は征服した。我はその宮殿に入り、銀と金、商品と富が蓄積された彼らの宝庫を開いた。...我はスーサのジッグラトを破壊した。我はその輝く銅の角を壊した。我はエラムの神殿を無に帰した。彼らの神々と女神は我が風と散らした。彼らの古代から当代に至る王の墓を、我は砕き、我は暴き、そして我は彼らの骨をアッシュルの地に運び去った。我はエラムの諸州を荒廃させ、その土地に塩をまいた。 | 」 |
| —アッシュルバニパル | |    |